# 塔里赤
塔里赤（Taliči，?—?），元朝将领，康里人。
其父也里里白，成吉思汗時为帳前緫校，奉旨南征至洛陽，在唐朝白居易故宅定居。塔里赤年幼时聪明，好讀書，善騎射。长大后襲父職，行省奏充斷事官。当時南北民戶主客良賤混居，蒙古軍牧馬草地互相占據，塔里赤前去处理，軍民各得其所，于是忽必烈知道他的才能。后率领蒙古军围攻南宋樊城、襄阳。塔里赤冒矢石，冲锋在前，樊城破，襄陽降。跟随丞相伯顏渡长江，駐臨安，平章奧魯赤等分為六路，追襲宋端宗和卫王赵昺。塔里赤領軍至福建，宋朝都統陳宗榮率衆降元。塔里赤因功为福建招討使。反元起义领袖陳吊眼擁衆五萬，攻克漳州。行省承制命塔里赤為闽广大都督、征南都元帅，总四省军，攻克漳州，生擒陳吊眼。从征安南，擊敗黃聖許等，因功加鎮國上將軍、三珠虎符、廣西兩江道宣慰使都元帥。塔里赤再討平賀州民变。历任福建宣慰使、浙東宣慰使。金瘡發作而亡，贈輔國上將軍、浙東道宣慰使都元帥、護軍，追封臨安郡公。二子：脫脫木兒，官至邵武汀州新軍萬戶府達魯花赤；萬奴，官至廣西宣慰使都元帥。

## 延伸阅读
[在维基数据编辑]
 《元史/卷135》，出自宋濂《元史》
 《新元史/卷161》，出自柯劭忞《新元史》